# Nidaliidae
Nidaliidae is een familie van zachte koralen uit de klasse der Anthozoa (Bloemdieren).

## Geslachten
- Agaricoides Simpson, 1905
- Chironephthya Studer, 1887
- Nephthyigorgia Kükenthal, 1910
- Nidalia Gray, 1834
- Nidaliopsis Kükenthal, 1906
- Orlikia Malyutin, 1993
- Pieterfaurea Verseveldt & Bayer, 1988
- Siphonogorgia Kölliker, 1874